# William Michael Mulvey

Wappen von William Michael Mulvey

William Michael Mulvey (* 23. August 1949 in Houston, Texas, USA) ist römisch-katholischer Bischof von Corpus Christi.

## Leben
William Michael Mulvey empfing am 29. Juni 1975 durch Papst Paul VI. das Sakrament der Priesterweihe.
Am 18. Januar 2010 ernannte ihn Papst Benedikt XVI. zum Bischof von Corpus Christi. Der Erzbischof von Galveston-Houston, Daniel Kardinal DiNardo, spendete ihm am 14. September desselben Jahres die Bischofsweihe; Mitkonsekratoren waren der Erzbischof von New Orleans, Gregory Aymond, und der emeritierte Bischof von Corpus Christi, Edmond Carmody.
Muvey ist Großoffizier des Ritterordens vom Heiligen Grab zu Jerusalem.